# Dai 2 Seichōki
Dai ② Seichōki (jap. 第②成長記 Dai ni Seichōki) – drugi album studyjny zespołu Berryz Kōbō, wydany 16 listopada 2005. Album osiągnął 19 pozycję w rankingu Oricon, sprzedał się w nakładzie 14 631 egzemplarzy.

## Lista utworów
| Nr  | Tytuł | Czas |
| --- | --- | ---- |
| 1.  | "Special OP" (jap. スッペシャルＯＰ Suppesharu OP)                                                                                           |      |
| 2.  | "Special Generation" (jap. スッペシャル ジェネレ～ション Suppesharu Jenere~shon)                                                             |      |
| 3.  | "Nanchū koi wo yatteru YOU KNOW?" (jap. なんちゅう恋をやってるぅ YOU KNOW？)                                                                 |      |
| 4.  | "Joshi basket-bu ~Asaren atta hi no kamigata~" (jap. 女子バスケット部～朝練あった日の髪型～ Joshi Basuketto-Bu ~Asaren Atta Hi no Kamigata~) |      |
| 5.  | "Koi no jubaku" (jap. 恋の呪縛) |      |
| 6.  | "Ohiru no kyūkei jikan." (jap. お昼の休憩時間。)                                                                                             |      |
| 7.  | "Happiness ~Kōfuku kangei!~" (jap. ハピネス ～幸福歓迎！～ Hapinesu ~Kōfuku Kangei!~)                                                        |      |
| 8.  | "Sabori" (jap. さぼり) |      |
| 9.  | "21ji made no Cinderella" (jap. ２１時までのシンデレラ 21ji made no Shinderera)                                                              |      |
| 10. | "Aisuru hito no namae wo nikki ni" (jap. 愛する人の名前を日記に)                                                                             |      |
| 11. | "Berryz Kōbō kōshinkyoku" (jap. Berryz工房行進曲)                                                                                            |      |
| 12. | "Special ED" (jap. スッペシャルＥＤ Suppesharu ED)                                                                                           |      |